# Hyles salangensis
Hyles salangensis és una espècie de lepidòpter ditrisi de la família dels esfíngids (Sphingidae) que únicament s'ha trobat al Pas de Salang i a muntanyes properes, a l'Afganistan, entre 2.000 i 2.700 metres d'altitud. Envergadura alar d'entre 55 i 70 mm; per l'aspecte, sembla un híbrid entre Hyles euphorbiae i Hyles hippophaes. Es tracta d'una espècie molt poc coneguda. Vola a principis de juliol.